# Felix Ritzinger
Felix Ritzinger (* 23. Dezember 1996 in Wien) ist ein österreichischer Amateur-Radsportler, der in den Disziplinen Bahnradsport, Straßenradsport, Mountainbike und Cyclocross aktiv ist.

## Sportliche Laufbahn
Felix Ritzinger ist ein vielseitiger Radsportler, der in mehreren Disziplinen erfolgreich ist. 2014 wurde er österreichischer Junioren-Meister im MTB-Cross Country und nahm am an den Youth Olympic Games teil, 2016 errang er den U23-Titel. Ab 2015 wurde er mehrfach nationaler Meister auf der Bahn. Von 2016 bis 2018 gewann er zudem die österreichische U23-Meisterschaft im Querfeldeinrennen.
Bis 2018 errang er insgesamt mehr als 20 nationale Titel in verschiedenen Disziplinen und Altersklassen. Bei den nationalen Meisterschaften 2018 stellte er mit 4:28,273 min einen neuen österreichischen Rekord in der Einerverfolgung auf und verbesserte damit den Rekord von Dietmar Müller aus dem Jahr 1994.
2019 wurde er österreichischer Meister in der Einerverfolgung, im Omnium sowie mit Tim Wafler im Zweier-Mannschaftsfahren, und er gewann eine Etappe der Tour of Szeklerland.

## Erfolge

### Bahn
2015
- Österreichischer Meister – Verfolgung

2016
- Österreichischer Meister – Verfolgung, Scratch

2017
- Österreichischer Meister – Verfolgung, Scratch

2018
- Österreichischer Meister – 1000-Meter-Zeitfahren, Keirin, Einerverfolgung

2019
- Österreichischer Meister – Einerverfolgung, Omnium, Zweier-Mannschaftsfahren (mit Tim Wafler)

2020
- Österreichischer Meister – Einerverfolgung, Zweier-Mannschaftsfahren (mit Valentin Götzinger)

### Mountainbike
2014
- Österreichischer Junioren-Meister – Cross Country

2016
- Österreichischer U23-Meister – Cross Country

### Cyclocross
2015/2016
- Österreichischer U23-Meister – Cyclocross

2016/2017
- Österreichischer U23-Meister – Cyclocross

2017/2018
- Österreichischer U23-Meister – Cyclocross

### Straße
2019
- eine Etappe Tour of Szeklerland